# El Vallín (Santiago)
El Vallín (en asturiano y oficialmente El Vaḷḷín) es un pueblo de la parroquia de Santiago (en asturiano Santiáu), en el concejo de Valdés. Dista de Luarca unos 8 km.
Se divide en los barrios de La Braña d'Arriba, La Braña de Baxu, Las Parandinas y el Soirón. Cuenta con una población de 132 habitantes.
Desde la capilla, y en general desde todo el pueblo, se pueden apreciar hermosas vistas de la rasa costera, llegando incluso a apreciarse el cabo de Peñas.
En el centro del pueblo tiene una capilla puesta bajo la advocación de la Virgen de la Milagrosa. Celebra su fiesta el último domingo de julio o el primero de agosto.